# Seeds of Yesterday
Seeds of Yesterday è un romanzo scritto da V. C. Andrews. È il quarto romanzo della Serie Dollanganger. La storia continua dal punto di vista della protagonista, Cathy, seguendola dall'età di 52 anni fino alla sua morte pochi anni dopo. Cathy è nata nell'aprile 1945, il che significa che gli eventi nel libro si verificano tra il 1997-2001, cioè tredici anni nel futuro al momento in cui il libro è stato originariamente pubblicato nel 1984. 
Dal romanzo è stato tratto l'omonimo film trasmesso da Lifetime il 12 aprile 2015.

## Trama
La storia inizia quindici anni dopo gli eventi di If There Be Thorns. Per festeggiare il venticinquesimo compleanno del figlio Bart, Cathy e Chris si recano nella sua casa, che stranamente è una replica esatta di Foxworth Hall (che bruciò in Petali di tenebra). Incontrano un uomo di nome Joel, che è il loro zio, il fratello di Corrine, che è stato a lungo considerato ucciso da una valanga. Joel spiega che è stato portato in un monastero per riprendersi. Ha contattato Bart dopo aver appreso della morte di Corrine e ora lavora come capo maggiordomo su richiesta di Bart. Joel dà a Bart cattive informazioni su Dio e la punizione. Bart guarda Joel come una figura paterna; un fatto che turba molto Cathy. Bart è ancora amareggiato nei confronti di sua madre e suo padre per la loro relazione incestuosa, quindi il loro soggiorno non è piacevole. È diventato un bel giovane, ma è estremamente geloso, assetato di potere e amareggiato per il fatto che Chris sia il guardiano dei suoi soldi fino al suo trentacinquesimo compleanno.
Il fratello di Bart, Jory, che ha quasi trent'anni e da nove è sposato con Melodie, si reca a far visita a Bart insieme alla moglie.  Subito dopo il loro arrivo, annunciano che Melodie è incinta. Bart è geloso di Jory e mostra un interesse malsano per Melodie. La sorella di Bart e Jory, Cindy, che ora ha sedici anni, arriva e diventa chiaro che anche a Bart lei non piace. Cathy cerca di trarre il meglio dalla situazione, ma ogni felicità finisce quando Jory ha un drammatico incidente che lo lascia paralizzato dalla vita in giù e gli impedisce di continuare a ballare. Melodie non affronta bene la disabilità di Jory e lo lascia. Cathy cerca di aiutare Melodie a tornare con Jory, ma scopre che Melodie ha iniziato una relazione con Bart. Furiosa, Cathy affronta il figlio, il quale le dice di amare Melodie. Il giovane è convinto che anche Melodie lo ami, ma presto si rende conto che la loro è una relazione vuota e che lui è solo un sostituto di Jory. Jory scopre la relazione e, sebbene amareggiato, cerca di riconciliarsi con Melodie, ma lei lo rifiuta. Melodie inizia il travaglio il giorno di Natale e dà alla luce due gemelli, Darren e Deirdre, che secondo Cathy assomigliano al fratello e alla sorella gemelli defunti. Melodie ha poco interesse per i bambini, e Cathy si prende cura di loro certa che sarà solo questione di poco perché la ragazza inizi ad interessarsi ai figli. Ma Melodie, non volendo avere nulla a che fare con due bambini e un marito disabile, abbandona Jory e i bambini e si trasferisce a New York.
Cathy cerca di consolare entrambi i suoi figli e di mantenere una mano ferma sulla graziosa e spirito libero Cindy. Bart, sotto l'influenza di Joel, vieta a Cindy di compiere sesso prematrimoniale sotto il suo tetto e aggredisce fisicamente due ragazzi che ha trovato insieme a Cindy. Quando si confronta con la sua ipocrisia più volte nel corso della storia, Bart non cerca mai di giustificare le sue azioni, ma risponde invece con rabbia e risentimento nei confronti di Cathy e Chris, incolpandoli sempre dei suoi problemi. Dopo un lungo periodo di tormenti da parte di Bart e Joel, Cindy parte per andare a studiare a New York.
Cathy e Chris assumono una bellissima infermiera, di nome Antonia "Toni" Winters, per aiutare Jory a riprendersi. Sperano che Toni e Jory si mettano insieme, ma Bart inizia a passare del tempo con Toni e i due diventano amanti. Bart sembra felice con Toni e dice a Cathy che Toni gli ha detto che lo ama. Cathy nota dei cambiamenti in Bart come risultato di questa relazione, incluso il fatto che Bart si allontana da Joel ed è gentile con Cindy quando viene a trovarlo. Alla fine Joel riesce a influenzare di nuovo Bart il quale diventa critico e possessivo nei confronti di Toni spingendo la ragazza a troncare la relazione. Poco dopo, Toni si innamora di Jory e iniziano una relazione, che porta Jory fuori dalla depressione che ha seguito il suo divorzio.
Cindy torna per un'altra visita e dice a Cathy di aver incontrato Melodie, che si è subito risposata dopo che il suo divorzio da Jory è diventato ufficiale. Bart fa costruire una cappella e ordina alla famiglia di assistere a dei sermoni domenicali presieduti da Joel. Cathy e Chris alla fine si disgustano per i sermoni "fuoco e fiamme" e dicono a Bart che non intendono più prendervi parte. Bart inizia a portare segretamente i gemelli nella cappella. Quando lo scopre, Cathy affronta Bart e gli dice di lasciare in pace i due gemelli e poi avvisa Toni dicendole di non perderli mai di vista, a meno che non sappia che sono con Jory. Dopo aver sorpreso nuovamente Bart che porta i gemelli alla cappella, Cathy decide che è ora di andarsene, dopo aver trascorso due anni a casa di Bart. Chris concorda che è ora di andarsene e di portare Jory, Cindy e i gemelli con loro. Cathy racconta a Bart dei suoi piani e che, sebbene lo ami, non può stare vicino al tipo di persona che è diventato.
Cathy aspetta che Chris torni a casa dal lavoro in modo che possano andarsene, ma l'uomo non si fa vedere. Chris è infatti morto in un incidente stradale. Bart, facendo un commovente elogio al funerale di Chris, si dichiara pieno di rimorso per come si è comportato nei suoi confronti ed ammette che Chris è stato un buon padre. Cathy soffre tremendamente per la morte di Chris e finisce con l'allontanarsi dalla sua famiglia, ma tornerà solo per l'amore che prova per Bart. In seguito Bart trova lavoro come telepredicatore e gira il mondo diffondendo il suo ministero positivo. Bart si riappacifica anche con Cindy. Joel fa ritorno al monastero italiano per vivere i suoi ultimi giorni. Jory e Toni si sposano e Toni rimane incinta. Nonostante tutte queste cose buone e la famiglia che si sta avvicinando più di prima, Cathy è ancora depressa e non vuole continuare a vivere senza Chris.
Cathy sale in soffitta e si siede vicino ad una delle finestre e, dopo aver decorato la stanza con fiori di carta, muore. Quando muore, ricorda Chris, sua madre, sua nonna e i suoi fratelli e come è stata rubata la loro innocenza. Si è accertato che Cathy è morta per cause naturali, ma l'autrice implicitamente fa capire che è morta di crepacuore.

## Adattamento
Un adattamento del romanzo è stato trasmesso da Lifetime il 12 aprile 2015.